# Proeliator captiosus
Proeliator captiosus är en stekelart som beskrevs av Rossem 1982. Proeliator captiosus ingår i släktet Proeliator och familjen brokparasitsteklar. Inga underarter finns listade i Catalogue of Life.